# Aulopyge huegelii
Il gobione-barbo (Aulopyge huegeli) è un pesce d'acqua dolce della famiglia Cyprinidae.

## Distribuzione e habitat
È limitato ad alcuni fiumi e torrenti della Dalmazia croata e della Bosnia, di cui è endemico.

Vive in piccoli corsi d'acqua di natura carsica con corrente veloce e fondi sassosi.

## Descrizione
Sembra un ibrido tra un barbo ed un gobione, ha 4 barbigli come i barbi ma il suo aspetto complessivo è quello di un gobione. il corpo è lateralmente compresso, privo di squame e con la linea laterale caratteristicamente sinuosa. Presenta un netto dimorfismo sessuale dato che la femmina ha il corpo assai più alto del maschio.

Ha il dorso verdastro o bruno ed argentato sui fianchi, spesso con riflessi rosa, il tutto cosparso di macchiette scure.

Non supera i 13 cm.

## Biologia
Ignota. Si sa solo che si nutre di invertebrati.

## Conservazione
Questa specie è in pericolo di estinzione a causa dell'introduzione di specie aliene, dell'inquinamento, dell'eccessivo prelievo idrico che fa abbassare il livello della falda freatica e prosciuga i piccoli torrenti in cui vive e della pesca illegale.